# Ballando con le stelle (terza edizione)
La terza edizione di Ballando con le stelle è andata dal 16 settembre al 2 dicembre 2006 su Rai 1, condotta da Milly Carlucci con Paolo Belli.  
L’edizione è stata vinta dalla coppia formata dall'atleta Fiona May e dal ballerino Raimondo Todaro. 
Come nell'anno precedente, dopo il termine dell’edizione si è svolta, dal 9 dicembre 2006 al 6 gennaio 2007, la Coppa dei Campioni, che quest'anno ha preso l'appellativo di Supercoppa.
Anche quest'anno lo show è stato abbinato alla Lotteria Italia.

## Regolamento
Anche in questo terzo anno le regole principali della competizione rimangono invariate, ma le coppie in gara vengono ulteriormente aumentate da dodici a quattordici. 

## Supercoppa
Il regolamento prevede che le migliori quattro coppie di questa edizione si sfidino con le migliori quattro delle passate edizioni. Questa seconda fase del programma è stata vinta da Martina Pinto e Umberto Gaudino.

## Cast

### Concorrenti
| VIP                   | Attività                                 | Insegnante          | Stato                |
| --------------------- | ---------------------------------------- | ------------------- | -------------------- |
| Fiona May             | Ex atleta                                | Raimondo Todaro     | Vincitori            |
| Pamela Camassa        | Showgirl e attrice                       | Angelo Madonia      | Secondi classificati |
| Antonio Cupo          | Attore                                   | Giada Giacomoni     | Terzi classificati   |
| Martina Pinto         | Attrice                                  | Umberto Gaudino     | Quarti classificati  |
| Massimiliano Rosolino | Nuotatore                                | Natalia Titova      | Quinti classificati  |
| Eva Grimaldi          | Attrice                                  | Simone Di Pasquale  | Eliminati            |
| Biagio Izzo           | Attore e comico                          | Samanta Togni       | Eliminati            |
| Sean Kanan            | Attore                                   | Tinna Hoffman       | Ritirati             |
| Tiberio Timperi       | Giornalista e conduttore radiotelevisivo | Elena Coniglio      | Eliminati            |
| Sofia Bruscoli        | Modella e showgirl                       | Manuel Favilla      | Eliminati            |
| Orietta Berti         | Cantante                                 | Andrea Placidi      | Eliminati            |
| Chiara Boni           | Stilista e conduttrice televisiva        | Samuel Peron        | Eliminati            |
| Rodolfo Laganà        | Attore e comico                          | Hildegard Salvatore | Eliminati            |
| Rudy Smaila           | Attore e figlio d'arte                   | Lucia Annese        | Eliminati            |

### Giuria
- Espen Salberg
- Ivan Zazzaroni
- Lina Wertmüller
- Guillermo Mariotto

Presidenti di Giuria
- 1ª puntata: Mariangela Melato
- 2ª puntata: Giancarlo Giannini
- 3ª puntata: Lorena Bianchetti
- 4ª puntata: Carlo Conti
- 5ª puntata: Simona Izzo
- 6ª puntata: Flavio Insinna
- 7ª puntata: Eleonora Giorgi
- 8ª puntata: Vincenzo Salemme
- 9ª puntata: Bud Spencer
- 10ª puntata: Giuliana De Sio
- 11ª puntata: Massimo Lopez

## Tabellone
Legenda
     Coppia salva
     Coppia eliminata provvisoriamente
     Coppia eliminata definitivamente
     Coppia salvata dal pubblico a casa
     Coppia ripescata
     Coppia ritirata dalla competizione
     Coppia non gareggiante in puntata
| Concorrente           | Ballerino/a         | Puntate         | Puntate   | Puntate   | Puntate   | Puntate   | Puntate         | Puntate         | Puntate         | Puntate         | Puntate                  | Puntate         |
| Concorrente           | Ballerino/a         | 1ª              | 2ª        | 3ª        | 4ª        | 5ª        | 6ª              | 7ª              | 8ª              | 9ª              | Semifinale e Ripescaggio | Finale          |
| --------------------- | ------------------- | --------------- | --------- | --------- | --------- | --------- | --------------- | --------------- | --------------- | --------------- | ------------------------ | --------------- |
| Fiona May             | Raimondo Todaro     | Salvi           | Salvi     | Salvi     | Salvi     | Salvi     | Salvi           | Salvi           | Salvi           | Salvi           | Salvi                    | Vincitori (81%) |
| Pamela Camassa        | Angelo Madonia      | Ultimi 2 (87%)  | Salvi     | Salvi     | Salvi     | Salvi     | Eliminati (17%) |                 |                 |                 | Ripescati                | Secondi (19%)   |
| Antonio Cupo          | Giada Giacomoni     | Salvi           | Salvi     | Salvi     | Salvi     | Salvi     | Salvi           | Eliminati (49%) |                 |                 | Ripescati                | Terzi           |
| Martina Pinto         | Umberto Gaudino     | Salvi           | Salvi     | Salvi     | Salvi     | Salvi     | Ultimi 2 (83%)  | Salvi           | Salvi           | Salvi           | Salvi                    | Quarti          |
| Massimiliano Rosolino | Natalia Titova      | Salvi           | Salvi     | Salvi     | Salvi     | Salvi     | Salvi           | Ultimi 2 (51%)  | Ultimi 2 (74%)  | Ultimi 2 (70%)  | Salvi                    | Quinti          |
| Eva Grimaldi          | Simone Di Pasquale  | Salvi           | Salvi     | Salvi     | Salvi     | Salvi     | Salvi           | Salvi           | Salvi           | Eliminati (30%) | Eliminati                |                 |
| Biagio Izzo           | Samanta Togni       | Salvi           | Salvi     | Salvi     | Salvi     | Salvi     | Salvi           | Salvi           | Eliminati (26%) |                 | Eliminati                |                 |
| Sean Kanan            | Tinna Hoffman       | Salvi           | Salvi     | Salvi     | Salvi     | Salvi     | Ritirati        |                 |                 |                 | Eliminati                |                 |
| Tiberio Timperi       | Elena Coniglio      | Salvi           | Salvi     | Salvi     | Salvi     | Eliminati |                 |                 |                 |                 | Eliminati                |                 |
| Sofia Bruscoli        | Manuel Favilla      | Salvi           | Salvi     | Salvi     | Eliminati |           |                 |                 |                 |                 | Eliminati                |                 |
| Orietta Berti         | Andrea Placidi      | Salvi           | Salvi     | Eliminati |           |           |                 |                 |                 |                 | Eliminati                |                 |
| Chiara Boni           | Samuel Peron        | Salvi           | Eliminati |           |           |           |                 |                 |                 |                 | Eliminati                |                 |
| Rodolfo Laganà        | Hildegard Salvatore | Salvi           | Eliminati |           |           |           |                 |                 |                 |                 | Eliminati                |                 |
| Rudy Smaila           | Lucia Annese        | Eliminati (13%) |           |           |           |           |                 |                 |                 |                 | Eliminati                |                 |

## Ascolti

### Edizione
| Puntata                  | Data              | Telespettatori | Share  |
| ------------------------ | ----------------- | -------------- | ------ |
| 1                        | 16 settembre 2006 | 4 506 000      | 26,90% |
| 2                        | 23 settembre 2006 | 3 941 000      | 25,35% |
| 3                        | 30 settembre 2006 | 3 878 000      | 24,37% |
| 4                        | 14 ottobre 2006   | 4 636 000      | 22,95% |
| 5                        | 21 ottobre 2006   | 5 248 000      | 26,57% |
| 6                        | 28 ottobre 2006   | 4 605 000      | 23,77% |
| 7                        | 4 novembre 2006   | 4 838 000      | 24,15% |
| 8                        | 11 novembre 2006  | 4 567 000      | 24,64% |
| 9                        | 18 novembre 2006  | 4 453 000      | 23,75% |
| Semifinale e ripescaggio | 25 novembre 2006  | 5 065 000      | 30,22% |
| Finale                   | 2 dicembre 2006   | 5 540 000      | 31,94% |
| Media                    | Media             | 4 662 000      | 25,87% |

### Supercoppa
| Puntata     | Data             | Telespettatori | Share  |
| ----------- | ---------------- | -------------- | ------ |
| 1           | 9 dicembre 2006  | 5 638 000      | 33,93% |
| 2           | 16 dicembre 2006 | 5 370 000      | 29,79% |
| 3           | 23 dicembre 2006 | 5 572 000      | 32,13% |
| Finalissima | 6 gennaio 2007   | 7 157 000      | 40,16% |
| Media       | Media            | 5 934 000      | 34,00% |